# Helmut Wechselberger
Helmut Wechselberger, né le 12 février 1953 à Jerzens, est un ancien coureur cycliste autrichien.

## Biographie
Helmut Wechselberger passe professionnel tardivement, à 34 ans en octobre 1987, dans l'équipe Paini-Bottecchia-Sidi. Il a auparavant brillé sur les courses amateures, remportant le Tour de Rhénanie-Palatinat, le Tour de Basse-Saxe, le Tour d'Autriche à deux reprises ainsi que le championnat d'Autriche sur route en 1984. Sa professionnalisation tardive est un succès : dès son premier mois, il gagne Florence-Pistoia. En 1988, il remporte le Tour de Suisse en s'adjugeant deux étapes. L'année suivante, il participe au Tour de France 1989. Il termine 42e du classement général après avoir pris la septième place du contre-la-montre final.

## Palmarès

### Coureur amateur
- 1979
  - Tour de Basse-Autriche
- 1980
  - 2e du Grand Prix Guillaume Tell
  - 3e du championnat d'Autriche sur route
- 1981
  - Ernst-Sachs-Gedächtnis-Rennen
  - 2e de la Semaine cycliste bergamasque
- 1982
  - Vienne-Rabenstein-Gresten-Vienne
  - Tour d'Autriche :
    - Classement général
    - 9e étape (contre-la-montre)

  - Tour de Rhénanie-Palatinat
  - 6eb étape du Grand Prix Guillaume Tell (contre-la-montre)
  - 7e du Grand Prix des Nations
- 1983
  - 7e et 8e étapes du Tour de Basse-Saxe
  - Tour des régions italiennes :
    - Classement général
    - 5ea étape (contre-la-montre)

  - 8e (contre-la-montre) et 9e étapes du Tour d'Autriche
  - 2e du Tour d'Autriche
- 1984
  -  Champion d'Autriche sur route
  - 8e du Grand Prix des Nations
- 1985
  - 6e étape du Tour d'Autriche
  - Tour de Basse-Autriche
  - 2e du Tour de Rhénanie-Palatinat
- 1986
  - Tour d'Autriche :
    - Classement général
    - 5e étape (contre-la-montre)
- 1987
  - Tour de Basse-Saxe :
    - Classement général
    - 8eb étape (contre-la-montre)

  - Trofeo Alcide Degasperi
  - 8e étape du Tour d'Autriche (contre-la-montre)
  - 6eb étape du Tour de Rhénanie-Palatinat
  - Coire-Arosa
  - 2e du Tour d'Autriche
  - 2e du championnat d'Autriche sur route
  -  Médaillé de bronze au championnat du monde du contre-la-montre par équipes

### Coureur professionnel
- 1987
  - Florence-Pistoia
- 1988
  - Tour de Suisse :
    - Classement général
    - 3e et 6e étapes

  - 3e du Tour du Trentin
- 1989
  - 2ea étape du Tour d'Espagne (contre-la-montre par équipes)

## Résultats sur les grands tours

### Tour de France
1 participation
- 1989 : 42e

### Tour d'Italie
1 participation
- 1988 : 23e

### Tour d'Espagne
1 participation
- 1989 : 37e, vainqueur de la 2ea étape (contre-la-montre par équipes)